# Więzadło pachwinowe

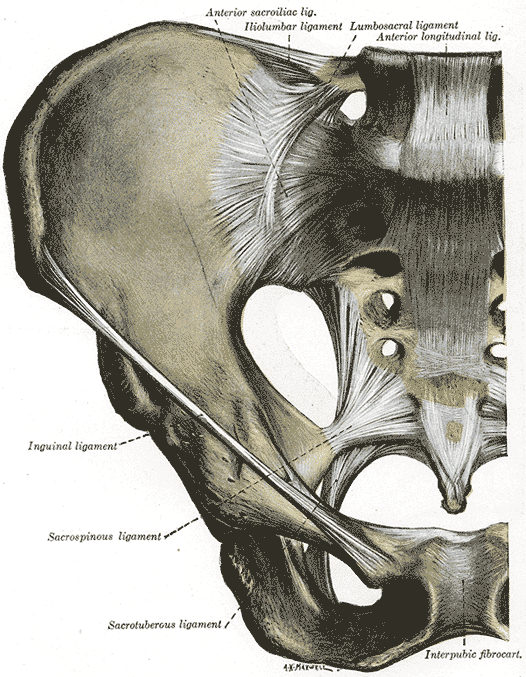
Widoczne w lewej dolnej części rysunku skośnie przebiegające więzadło pachwinowe

Więzadło pachwinowe (łac. ligamentum inguinale) – w anatomii człowieka łącznotkankowe pasmo biegnące od kolca biodrowego przedniego górnego do guzka kości łonowej (guzka łonowego). Jest ono utworzone poprzez włókna ścięgniste mięśni skośnego zewnętrznego brzucha, skośnego wewnętrznego brzucha oraz mięśnia poprzecznego brzucha. Włókna końca przyśrodkowego więzadła odchodzą od niego rozbieżnie w kierunku grzebienia kości łonowej tworząc osobne więzadło rozstępowe. Od dołu do więzadła pachwinowego przyczepiona jest powięź szeroka uda. Więzadło pachwinowe stanowi górne ograniczenie rozstępu wspólnego, przez który przechodzą z miednicy na kończynę dolną mięśnie (rozstęp mięśni) oraz nerwy i naczynia (rozstęp naczyń). Więzadło pachwinowe jest niezwykle ważnym elementem powięziowym w chirurgii przepuklin, zarówno w metodach napięciowych jak i beznapięciowych.